# Opekta

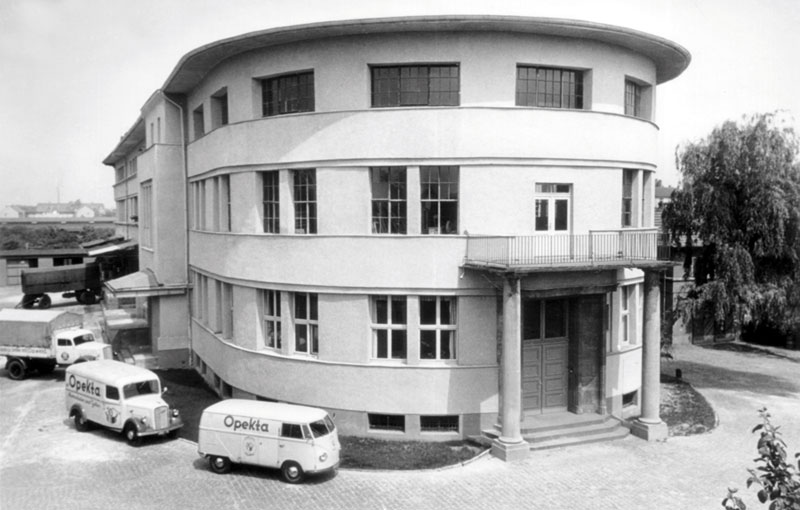
Vedere din față a clădirii principale din Köln, 1952

Opekta GmbH a fost o fondată în 1928 de către Robert Feix și Richard Fackeldey ca o companie din industria alimentară, cu sediul la Köln. Sub același nume de marcă, un cuvânt artificial format din „Obstpektin aus dem Apfel”, ea a produs și distribuit în special pectină și produse din pectină pentru fabricarea de gemuri și jeleuri de fructe, fiind primul producător pentru gospodăriile particulare. Opekta a devenit rapid un nume generic pentru un agent de gelificare.
Timp de mulți ani o afacere de familie, ea a fost achiziționată mai târziu de Pfeifer & Langen, Schwartauer Werke, Herbstreith & Fox și în cele din urmă de Dr. Oetker. La mijlocul anilor 1990, compania a fost desființată. Marca este deținută de Dr. Oetker, dar nu a mai fost folosit de atunci.La mijlocul anilor 1990, compania s-a dizolvat. 

## Compania

### Directori
- Richard Fackeldey - 23 mai 1928 - 4 octombrie 1938
- Henry Papst - 23 februarie 1937 - 4 octombrie 1938
- Karl Stuhltraeger - 6 decembrie 1938 - 1952
- Eugen Magin - 4 octombrie 1938 - 30 aprilie 1969
- Grete Fackeldey - 26 august 1952 - 22 martie 1965
- Günther Lehnen - 19 martie 1965 - 1977
- Karl-Ernst Hamm - 19 martie 1965 - 1982
- Ulrich Feix - 1974 - 1982[2]

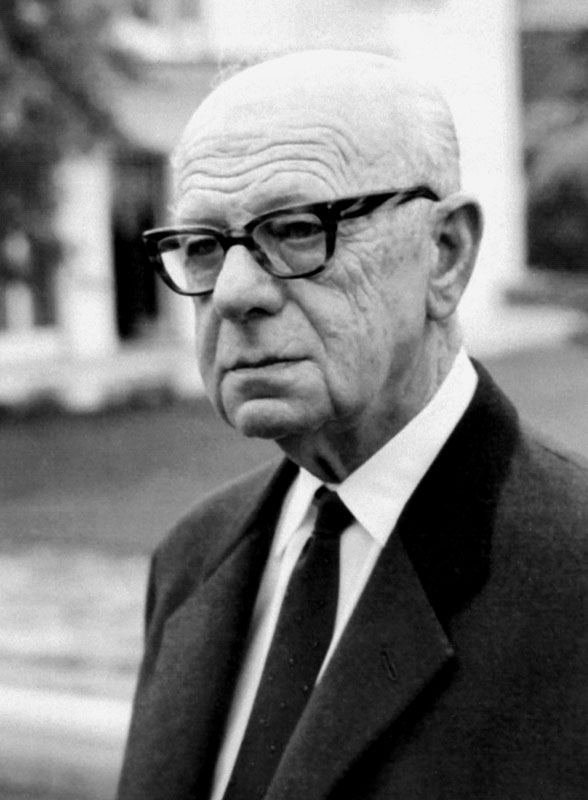
Robert Feix, fondatorul Opekta
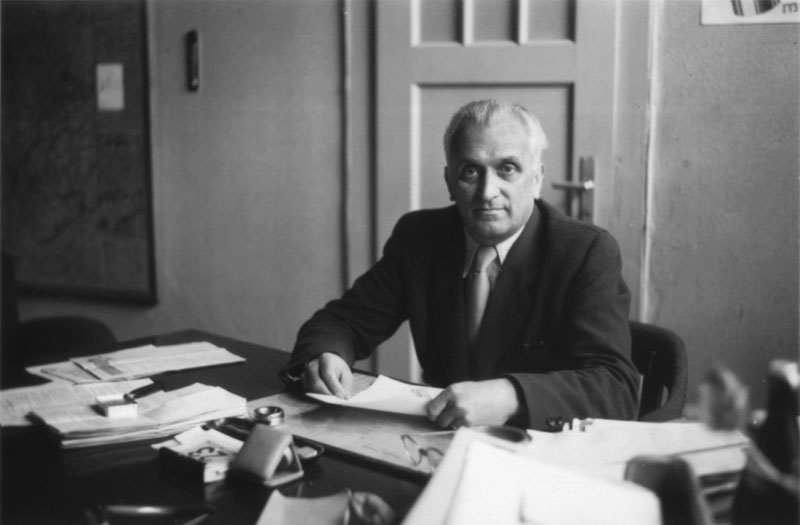
Karl Stuhltraeger, director în perioada 1938-1952
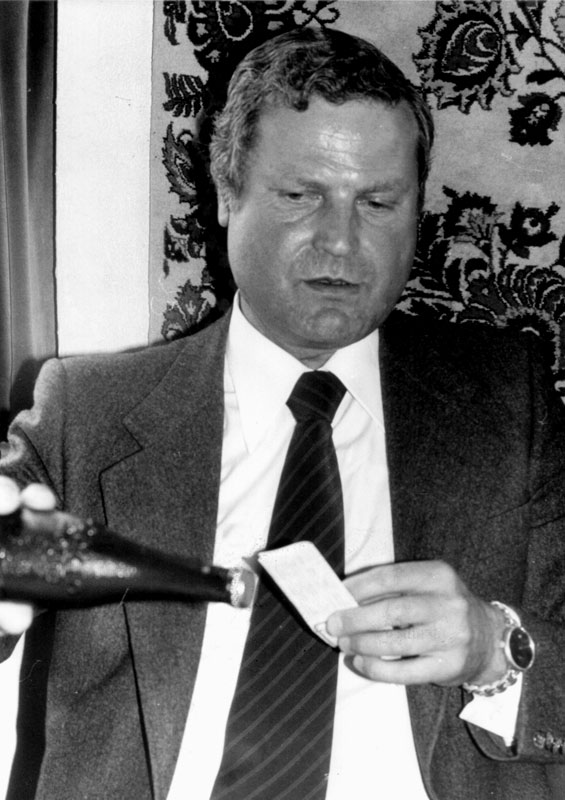
Ulrich Feix, director în perioada 1974-1982

### Sucursale

#### Opekta Basel / Elveția
Erich Elias s-a mutat în 1929 de la Frankfurt pe Main la Basel, la început doar din cauza muncii sale ca funcționar bancar. Restul familiei, Leni, Stephan și Buddy - actorul Buddy Elias - l-au urmat în 1931. El a primit de la prietenul său Robert Feix o ofertă de a înființa o sucursală elvețiană a Opekta. Elias a profitat de această oportunitate și a fost din 1931 până la începutul anului 1939 director al Opekta A.G. (și al altor firme distribuitoare de pectină.
Opekta a fost o companie concurentă a lui Unipektin AG (fondată în 1936), care a vândut pectină lichidă, și Otto Frank se gândea, după război, în 1946, să distribuie produse Unipektin ca agent în Țările de Jos. Cu toate acestea, nu a mai avut loc nici o cooperare pentru că piața a fost considerată a fi prea mică.
Erich Elias a lucrat mai târziu la Unipektin AG din Elveția, care există și astăzi.

#### Opekta Amsterdam / Țările de Jos
Nederlandsche Opekta Maatschappij N. V., mai târziu Opekta Beheer B.V., a fost o filială a companiei Opekta GmbH, Köln, fondată în 1933 de către Robert Feix. Ea a servit ca distribuitor cu ridicata și cu amănuntul pentru produsele Opekta din Köln și pentru pectină produsă de Pomosin-Werken.  Primul director a fost Otto Frank, tatăl Annei Frank, care și-a scris celebrul jurnal într-o anexă secretă a clădirii sucursalei din Amsterdam a companiei Opekta de pe Prinsengracht 263. Opekta a fost vândută în 1982, iar în 1995 Opekta Beheer B.V. a fost desființată din cauza încasărilor mici.